# ウィリアム・クロフト

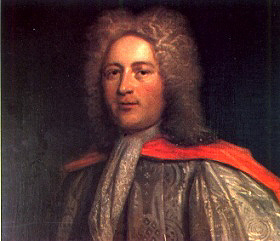
ウィリアム・クロフト

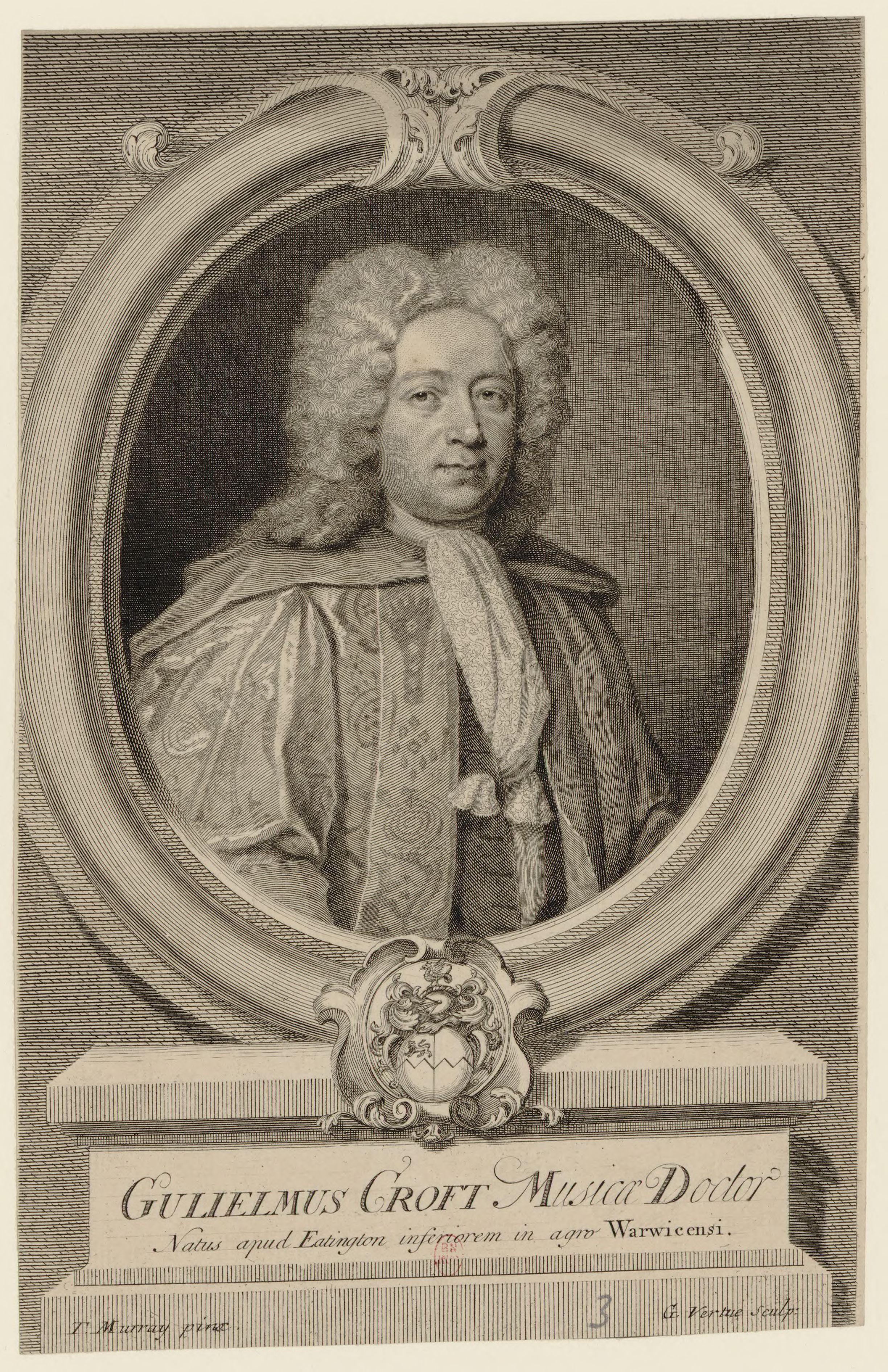
ウィリアム・クロフト

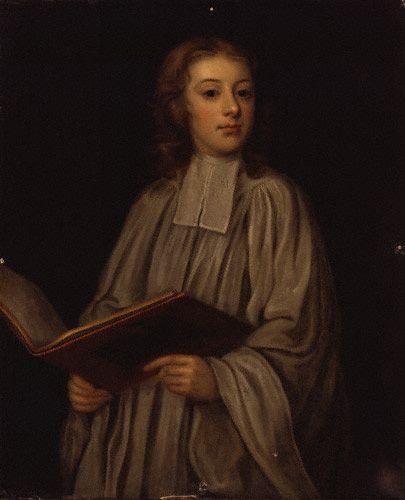
聖歌隊時代のウィリアム・クロフト（1690年頃）

ウィリアム・クロフト（William Croft, 1678年12月30日受洗 - 1727年8月14日）は18世紀イングランドの作曲家・オルガニスト。宮廷礼拝堂でジョン・ブロウより音楽教育を受け、1698年までそこに仕えた。1700年にソーホーの聖アン教会のオルガン奏者に就任。1707年に、ジェレマイア・クラークの夭逝によって空席となった、宮廷礼拝堂聖歌隊長の職務を引き受け、モーリス・グリーンらを指導。その後ブロウの後任オルガニストとしてウェストミンスター大寺院に奉職。1714年にアン女王のために追悼音楽を作曲し、翌1715年にはジョージ1世の戴冠式の音楽を作曲した。
1724年に宗教曲集『聖歌集 Musica Sacra』を出版。これは、総譜のかたちで出版された最初の教会音楽となった。曲集中の《葬儀の典礼 Burial Service》は、それ以降、国葬に利用されている。その後まもなく健康が衰え、イングランドの温泉地バースに転地中に死去した。
ヘンリー・パーセルの作曲といわれるハープシコード作品のいくつかは、クロフトの作品と混同されているのではないかと疑う意見もある。